# 太陽カンカンワイド
『太陽カンカンワイド』（てぃだカンカンワイド）は、1997年4月1日から2006年3月31日までNHK沖縄放送局で毎週月曜 - 金曜 17:10 - 18:58:55に放送されていた地域情報番組。

## 解説
沖縄県内のニュースやその他の情報を伝えていた夕方ワイド番組。番組タイトルは、放送期間9年の間に『太陽カンカン610』→『太陽カンカン600』→『太陽カンカン610』（2度目）→『太陽カンカンワイド』と何度も変更されていた。
番組はその後、沖縄放送局が那覇新都心へ移転することと、2006年4月に『ゆうどきネットワーク』の放送が開始されることから、同年3月31日放送分をもって終了した。番組の終了後、この時間帯は17:30までが『ゆうどきネットワーク』の放送時間になり、17:30以降が『おもろてれぐすく』と『ハイサイ!てれびすかす』を内包する自社製作ワイド『沖縄情報市場』になった。

## 放送の流れ
- 17:10 - オープニング、県内のニュース
- 17:20 - 中継コーナー
- 17:40 - 天気予報
- 17:45 - 日替わりコーナー（過去にNHKで放送された沖縄関連の番組を編集・再放送することが多かった）
- 18:00 - 全国のニュース
- 18:10 - 県内のニュース
- 18:30 - 日替わりコーナー（中継、アイランドトピックス、蘇れ長寿の島など）
- 18:40 - 僕の絵私の絵（県内の小学生の絵を紹介するコーナー）
- 18:45 - 県内の交通情報
- 18:51 - 九州・沖縄の気象情報（九州8県ブロック放送）
- 18:54 - 沖縄の気象情報、明日（来週）の予告、エンディング

## 備考
- 本番組は、NHK地方局の番組としては珍しく道路交通情報を伝えていた。
- 平日22時から総合テレビで放送の『NHKニュース10』でアシスタントを務めていた鎌倉千秋は、2004年3月19日（金曜）までこの番組を担当していた。